# Přerov (huyện)
Huyện Přerov (tiếng Séc: Okres Přerov) là một huyện (okres) nằm trong vùng Olomouc của Cộng hòa Séc. Huyện Přerov có diện tích 884 km², dân số năm 2002 là 138895 người. Thủ phủ huyện đóng ở Přerov. Huyện này có 104 khu tự quản.

## Các khu tự quản
Huyện Přerov có 104 khu tự quản sau: